# 마르친 고르타트
마르친 야누시 고르타트(폴란드어: Marcin Janusz Gortat, 1984년 2월 17일~)는 폴란드의 전직 농구 선수로 현역 시절 미국 프로 농구 리그인 전미 농구 협회(NBA)의 올랜도 매직, 피닉스 선스, 워싱턴 위저즈 로스앤젤레스 클리퍼스 소속으로 활동했다.

## 어린 시절
1984년 폴란드 인민공화국 우치에서 야누시와 알리차 고르타트 부부 사이에서 태어났다. 아버지 야누시는 1972년 뮌헨 올림픽과 1976년 몬트리올 올림픽에 참가해서 동메달을 획득한 권투 선수였고, 어머니 알리차는 배구 선수 출신으로 폴란드 여자 배구 대표팀의 일원이었다. 어린 시절부터 높이뛰기와 축구와 같은 운동을 즐겨했다.

## NBA 선수 시절
2005년 NBA 신인 드래프트에서 피닉스 선스의 2라운드 전체 57위 지명을 받으면서 입단했고, 이후 올랜도 매직으로 트레이드 된다. 2010년 12월 18일 트레이드를 통해 피닉스 선스로 이적한다.

## 국가대표팀 경력
2004년에 폴란드 농구 대표팀 감독인 안제이 코발치크에 의해 대표팀에 발탁되었고, 그 해 8월 13일 브로츠와프에서 열린 포르투갈과의 친선 경기를 통해 국가대표로 데뷔하였다. 이 경기에서 5점을 기록했으며, 경기는 84-59로 승리했다.
2005년 유로바스켓 2005 디비전A에서는 2경기에 출전했으며, 유로바스켓 2007 예선에서는 6경기에 참가하며 예선 통과에 기여했으나 최종 명단에는 포함되지 못했다. 유로바스켓 2009에서는 최종 명단에 포함되어 첫 국가대표 메이저 대회 출전을 이뤘다. 그는 이 대회에 6경기 출전했으며, 대표팀은 최종 9위를 기록했다.
2015년까지 폴란드 대표팀 선수로 뛰며 총 63번의 국제 경기에 출전했다.

## 수상

### 클럽
라인에네르기 쾰른
- 바스켓볼 분데스리가(2006)
- BBL 포칼(2004, 2005, 2007)
- BBL 챔피언스컵(2006)

### 개인
- 유로바스켓 리바운드왕(2009)
- 장교십자 폴란드 재건국 훈장(2012년)
- 국방공로금메달(2018년)
- 미소 훈장(2017년)